# Francisque Sarcey
Francisque Sarcey (ur. 8 października 1827 w Dourdan, zm. 16 maja 1899 w Paryżu) – francuski dziennikarz i krytyk teatralny.

## Życiorys
Francisque Sarcey urodził się 8 października 1827 w Dourdan. W latach 1848–1851 studiował na École normale supérieure w Paryżu.
Przez kilka lat był nauczycielem, po czym w 1858 poświęcił się dziennikarstwu. Współpracował m.in. z „Le Figaro”, „L’Illustration” czy „Le Gaulois”, jednak jego głównym zajęciem była krytyka teatralna. Pierwsze doświadczenie w tej dziedzinie nabył w „L’Opinion Nationale” w 1859. Osiem lat później zaczął pisać dla „Le Temps” felietony, z którymi jego nazwisko kojarzono do śmierci. W czasie Komuny Paryskiej publikował cotygodniową broszurę „Le Drapeau tricolore”.
Zyskał renomę cenionego krytyka, a jego opinie na temat sztuk były uznawane za ostateczne. Był też autorem kilku prac, m.in. Le Siège de Paris (1871), Comédiens et comédiennes (1878–1884), Souvenirs de jeunesse (1884) i Souvenirs d'âge mûr (1892).
Zmarł w Paryżu 16 maja 1899. Został pochowany na cmentarzu Montmartre.